# Relaciones Bélgica-Reino Unido
Las relaciones Bélgica-Reino Unido son las relaciones exteriores llevadas a cabo entre el Reino de Bélgica y el Reino Unido de Gran Bretaña e Irlanda del Norte.
Ambos estados son miembros de la OTAN. Asimismo, tanto Bélgica como el Reino Unido eran Estados miembros de la Unión Europea (UE), sin embargo, el Reino Unido abandonó la UE el 31 de enero de 2020. Además, las familias reales de ambos países descienden de la Casa de Sajonia-Coburgo y Gotha, siendo la rama británica la Casa de Windsor y la rama belga la Casa de Bélgica.

## Comparación entre países
|                            | Bélgica                                                                                               | Reino Unido                                                                           |
| -------------------------- | --- | ------------------------------------------------------------------------------------- |
| Población                  | 11 550 039                                                                                            | 67 886 004                                                                            |
| Superficie                 | 30 689 km² (11 849 mi²)                                                                               | 242 495 km² (93 628 mi²)                                                              |
| Densidad de población      | 376/km² (973/mi²)                                                                                     | 270 7/km² (701 1/mi²)                                                                 |
| Capital                    | Bruselas                                                                                              | Londres                                                                               |
| Ciudad más poblada         | Amberes – 520 504 (1 200 000 área metropolitana)                                                      | Londres – 8 961 989 (14 257 962 área metropolitana)                                   |
| Ciudades globales          | Bruselas, Amberes                                                                                     | Londres, Birmingham, Mánchester, Liverpool, Glasgow, Edimburgo                        |
| Forma de gobierno          | Monarquía parlamentaria federal                                                                       | Monarquía parlamentaria unitaria                                                      |
| Idiomas oficiales          | Alemán, francés y neerlandés                                                                          | Inglés                                                                                |
| Moneda                     | Euro (€)                                                                                              | Libra esterlina (£)                                                                   |
| Líder actual               | Rey Felipe Primer ministro Bart De Wever                                                              | Rey Carlos III Primer ministro Keir Starmer                                           |
| Religiones más importantes | 60% Cristianismo (54% católicos, 6% otras ramas del cristianismo), 31% irreligión, 7% islam, 2% otras | 59% Cristianismo, 25% irreligión, 4% islam, 1% hinduismo, 0,4% judaísmo, 0,4% budismo |
| Grupos étnicos             | | 87.1% Blancos, 7.0% asiáticos, 3.0% negros, 2.0% mestizos, 0.9% otros                 |
| Países por PIB (PPA)       | $3.615 trillion, $50,206 per capita                                                                   |                                                                                       |

## Misiones diplomáticas
- Bélgica mantiene una embajada en Londres y ocho consulados honorarios en Belfast, Edimburgo, Gibraltar, Kingston-upon-Hull, Mánchester, Newcastle-upon-Tyne, Saint Helier, y Southampton.[4]
- Reino Unido mantiene una embajada en Bruselas.[5]

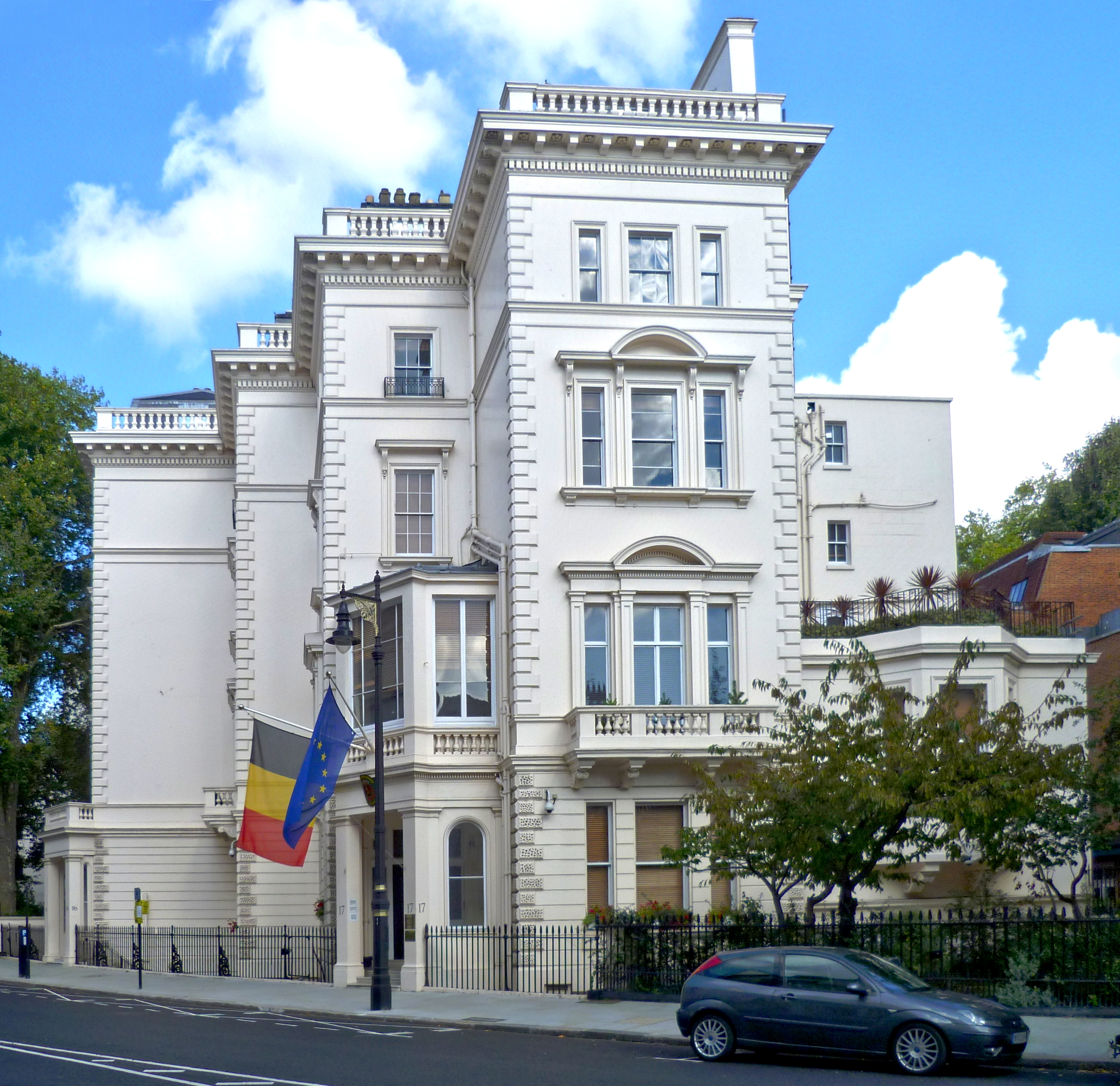
Embajada de Bélgica en Londres.